# Mercado noturno de Fengjia

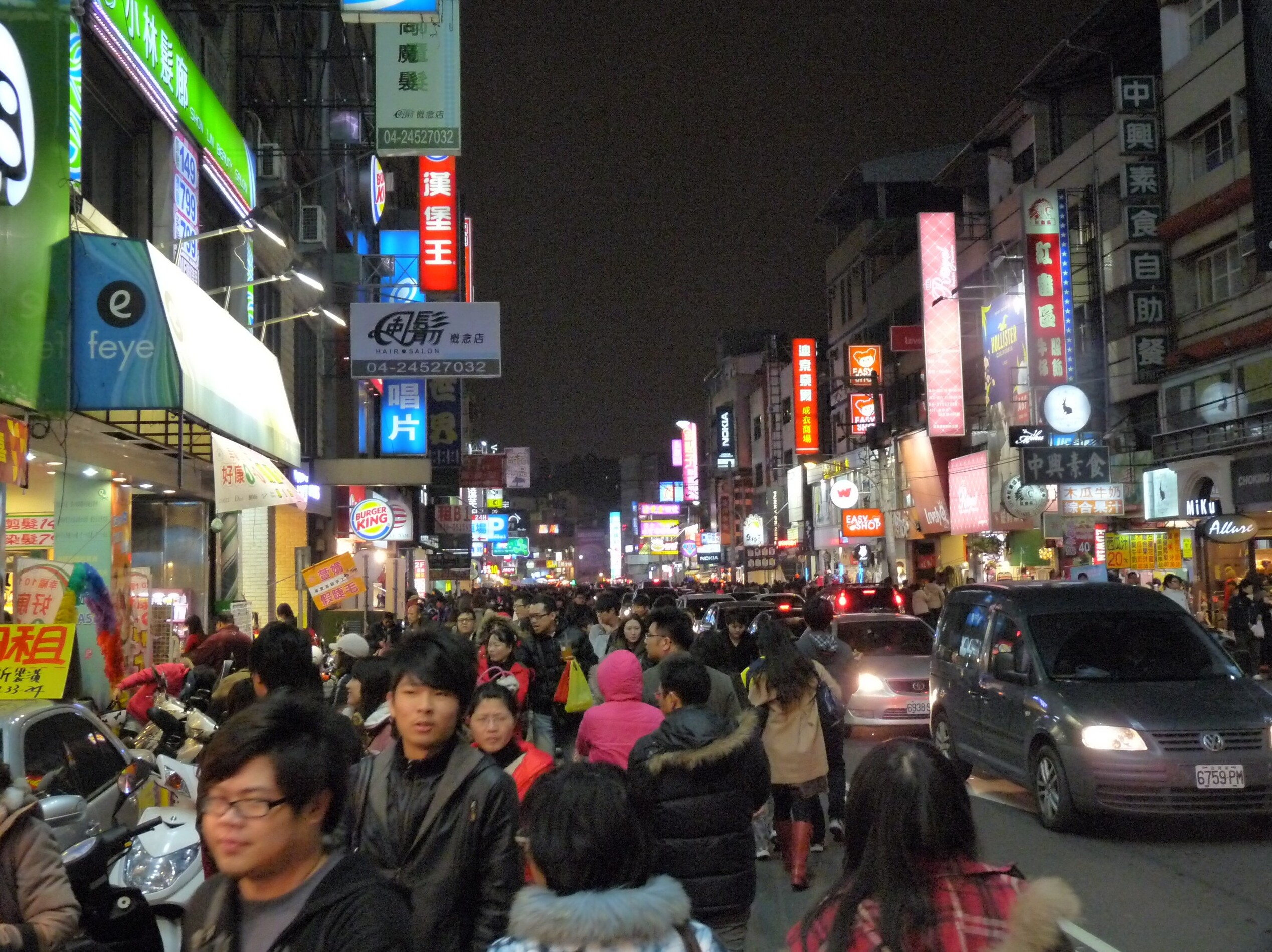
Mercado noturno de Feng-Chia, no Fuxing Lu

O Mercado Noturno de Fengjia (chinês: 逢甲 夜市) é um mercado situado no distrito de Xitun, Taichung, Taiwan. Localiza-se ao lado da Universidade Feng Chia, sendo conhecido por ser o maior mercado noturno de Taiwan.
O mercado noturno de Fengjia foi estabelecido em 1963,tendo sido criado em conjunto com a Faculdade de Engenharia e Negócios Feng Chia (agora Feng Chia University), em decorrência do aumento da popularidade que impulsionou os negócios nas cidades dependentes das residenciais militares próximas.[carece de fontes?]